# Списак градоначелника Ниша
На овој страни се налази списак досадашњих председника Нишке општине, Скупштине града Ниша и градоначелника Ниша.
Градоначелник Ниша представља и заступа Град и врши извршну функцију у Граду Нишу. Актуелни градоначелник је Драгослав Павловић (СНС).

## Кнежевина Србија
1. Димитрије Коцић-Асарџијски (1878)

## Краљевина Србија
1. Димитрије Коцић-Асарџијски (1878)
2. Стеван Хаџи Митић (1878)
3. Риста Бојаџић (1879)
4. Стојанча Лозанчић (1880)
5. Петар Божовић (нишки кмет) (1881)
6. Стеван Милчић (1881)
7. Влајко Стојановић Алдуп (1882)
8. Никола Коле Рашић (1883)
9. Васа Кољевић (1885)
10. Љуба Станојевић (1886)
11. Илија Јанић (1887)
12. Петар Божовић (нишки кмет) (1888)
13. Светозар Тутуновић (1889)
14. Властимир Стојановић (1890 - 1891)
15. Васко Бранковић (1882)
16. Вићентије Бешевић (1893)
17. Илија Јанић (1893)
18. Тодор Миловановић (1894)
19. Ђорђе Генчић (1894 - 1896)
20. Тодор Миловановић (1897 - 1900)
21. Вићентије Бешевић (1901)
22. Тодор Миловановић (1901 - 1903)
23. Ђока Јанковић (1903)
24. Лазар Јовановић (1903)
25. Милош П. Чупић (1903)
26. Васа Јовановић (адвокат)  (1903)
27. Никола Узуновић (1904-1909)
28. Петар Аранђеловић (1909-1913)
29. Петар Станковић (1913-1916)
30. Живко Стоиљковић (1918)

## Краљевина СХС/Краљевина Југославија
1. Петар Станковић (1918 - 1919)
2. Милан Јоксимовић, 13. јануар 1919 - 5. јануар 1920, в. д. председник општине
3. Сотир Здравковић, јануар 1920 - август 1920, в. д. председник општине
4. Павле Стојковић, август 1920 - јун 1921, изабрани председник општине
5. Александар Донковић, Матија Кузмановић и Никола Марковић, јун 1921 - 25. септембар 1921, привремена општинска управа
6. Љуба Аранђеловић, 25. септембар 1921 - август 1923, изабрани председник општине
7. Драгиша Цветковић, август 1923 - 7. новембар 1929, изабрани председник општине
8. Милорад Чавдаревић, 7. новембар 1929 - 15. фебруар 1935, наименовани председник општине
9. Драгиша Цветковић, 15. фебруар 1935 - 1936
10. Драгутин Петковић 1936
11. Драгутин Живковић 1936 - 1939
12. Ђорђе Коцић (1939 - 1940)
13. Драгутин Живковић 1940 - 1941
14. Петко Букумировић 1941
15. Богдан Кнежевић 1941 - 1944

## Влада народног спаса(Војна управа у Србији (1941—1944))
1. Јован Чемерикић 1942 - 1944

## ДФЈ/ФНРЈ/СФРЈ
1. Лазар Томић 1944 - 1945
2. Недељко Симовић 1945 - 1947
3. Светомир Шумарац 1947 - 1952
4. Момчило Миловановић 1952 - 1955
5. Иван Вучковић 1955
6. Жарко Радичевић 1955 - 1958
7. Иван Вучковић 1958 - 1963
8. Ратко Митић 1963 - 1967
9. Жарко Радичевић 1967 - 1969
10. Миодраг Апостоловић 1969 - 1973
11. Боривоје Динић 1973 - 1974
12. Владимир Петровић 1974 - 1979
13. Милибор Јовановић 1979 - 1982
14. Божидар Јоцић 1982 - 1986
15. Драгослав Павловић 1986 - 1989
16. Живота Живковић 1989 - 1992

## СР Југославија/СЦГ
|  | Слика | Име (Датум рођења–смрти)      | Време на положају  | Време на положају  | Странка             |
|  | ----- | ----------------------------- | ------------------ | ------------------ | ------------------- |
|  |       | Стојан Ранђеловић (1938-2018) | 1992               | децембар 1996.     | СПС                 |
|  |       | Зоран Живковић (рођен 1960)   | 26. јануар 1997.   | 10. новембар 2000. | Демократска странка |
|  |       | Горан Ћирић (рођен 1960)      | 10. новембар 2000. | 9. октобар 2004.   | Демократска странка |
|  |       | Смиљко Костић (рођен 1945)    | 9. октобар 2004.   | 5. јун 2006.       | Нова Србија         |

## Република Србија
|  | Слика | Име (Датум рођења–смрти)         | Време на положају | Време на положају | Странка             |
|  | ----- | -------------------------------- | ----------------- | ----------------- | ------------------- |
|  |       | Смиљко Костић (рођен 1945)       | 5. јун 2006.      | 29. јул 2008.     | Нова Србија         |
|  |       | Милош Симоновић (рођен 1973)     | 29. јул 2008.     | 12. јул 2012.     | Демократска странка |
|  |       | Зоран Перишић (рођен 1959)       | 12. јул 2012.     | 11. јул 2016.     | СНС                 |
|  |       | Дарко Булатовић (рођен 1967)     | 11. јул 2016.     | 21. август 2020.  | СНС                 |
|  |       | Драгана Сотировски (рођена 1973) | 21. август 2020.  | 13. август 2024.  | СНС                 |
|  |       | Драгослав Павловић (рођен 1979)  | 13. август 2024.  |                   | СНС                 |